# 新余学院
新余学院是一所位于中华人民共和国江西省新余市渝水区的全日制普通本科高等学校。

## 历史
新余学院前身为1986年创办的新余职业大学，1992年更名为新余高等专科学校。1984年，新余师范学校创建:913。2002年2月与其附属小学、新余卫生学校等一起并入新余高等专科学校。2009年5月18日至20日，新余高等专科学校通过了江西省教育厅设置本科学校专家组的评估。2010年9月16日，中华人民共和国教育部决定成立新余学院，该校也成为成为新余市首个公办本科院校。

## 概况
新余学院校园占地面积2000余亩，建筑面积40万平方米；教学科研仪器设备总值近1.3亿元；建有162个校内实验(训)室，建有校外实习实训基地163个。图书馆藏书160余万册，数据库27个。网络出口总带宽4500M，无线网络覆盖全校。现设有13个二级学院，并开设了50余个本、专科专业。新余学院还发行自己的学术理论刊物为《新余学院学报》，为综合性的双月刊。